# کیونت
کیونت (به انگلیسی: QNET) با نام کوئست‌نت یک شرکت نتوورک مارکتینگ زیرمجموعه کیو آی (Qi) است.

## تاریخچه
کیونت در سال ۱۹۹۸ در هنگ کنگ تأسیس شد. بنیان‌گذار آن تاجر مالزیایی، ویجی اسواران، و مدیران آن عمدتاً از اهالی کشورهای جنوب شرقی آسیا هستند.
این شرکت در بعضی از کشورها دارای دفاتر مرکزی رسمی هستند و به صورت قانونی فعالیت می‌کند. این کمپانی بزرگ فروش مستقیم با گذشت 25 سال از تأسیس خود دارای بیش از 130 میلیون نفر عضو در 196 کشور جهان است. این شرکت در چندین زمینه‌ی دیگر هم فعالیت دارد که یکی از آنها اسپانسر مالی تیم های ورزشی همچون تیم فوتبال باشگاه منچستر سیتی و همچنین تیم ماروسیا اف۱ که متعلق به اشراف زادهٔ بریتانیایی سر ریچارد برانسون است.    

## فعالیت غیرقانونی در ایران
کیونت در ایران غیرقانونی است.
اعضای این شرکت با وعده‌هایی مثل استخدام شرکت‌های دولتی، تجهیزات پزشکی، خدمات گردشگری، لوازم بهداشتی و بازاریابی شبکه‌ای جذب شده‌اند. این شرکت در ایران دارای شاکیان متعدد و مالباخته است.

### عملیات‌های دستگیری اعضا در ایران
وزارت اطلاعات، پلیس آگاهی، پلیس امنیت اقتصادی و سازمان اطلاعات سپاه پاسداران از جمله نهادهایی هستند که شناسایی و دستگیری سرشاخه‌ها و اعضای کیونت در ایران را برعهده دارند.
- اردیبهشت ۱۴۰۱: پلیس آگاهی استان البرز از دستگیری ۸ نفر از سرشبکه‌های کیونت در کرج خبر داد.[۱۸]
- بهمن ۱۴۰۰: دادسرای انقلاب مشهد از دستگیری سرشاخه‌های کیونت در مشهد خبر داد و اعلام کرد هویت بیش از ۴۰ نفر هم مشخص و تحت تعقیب قضایی قرار دارند.[۱۹]
- فروردین ۱۴۰۰: پلیس آگاهی تهران بزرگ از دستگیری ۳۳ عضو شرکت کیونت خبر داد.[۲۰]
- دی ۱۳۹۹: پلیس آگاهی تهران بزرگ از بازداشت ۱۸ جوان عضو کیونت خبر داد.[۲۱]
- اردیبهشت ۱۳۹۸: پلیس آگاهی پایتخت از دستگیری ۱۹ عضو کیونت در غرب تهران خبر داد.[۲۲]
- مهر ۱۳۹۸: ۱۰ نفر از اعضای کیونت در مهرآباد توسط پلیس آگاهی تهران دستگیر شدند.[۲۳]
- آبان ۱۳۹۷: پلیس آگاهی تهران از دستگیری ۹ نفر از فعالان کیونت در محدوده خیابان استاد معین خبر داد.[۲۴]
- آبان ۱۳۹۵: پلیس آگاهی تهران از دستگیری ده‌ها عضو کیونت با عنوان دفتر کاریابی خبر داد.[۲۵]